# Pteroneta spinosa
Pteroneta spinosa là một loài nhện trong họ Clubionidae.
Loài này thuộc chi Pteroneta. Pteroneta spinosa được miêu tả năm 2002 bởi Raven & Stumkat.